# Палац Гредлів

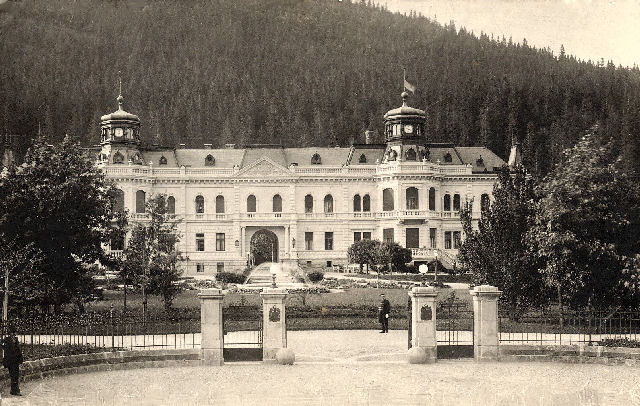
Палац баронів Гредлів, початок 1930-х

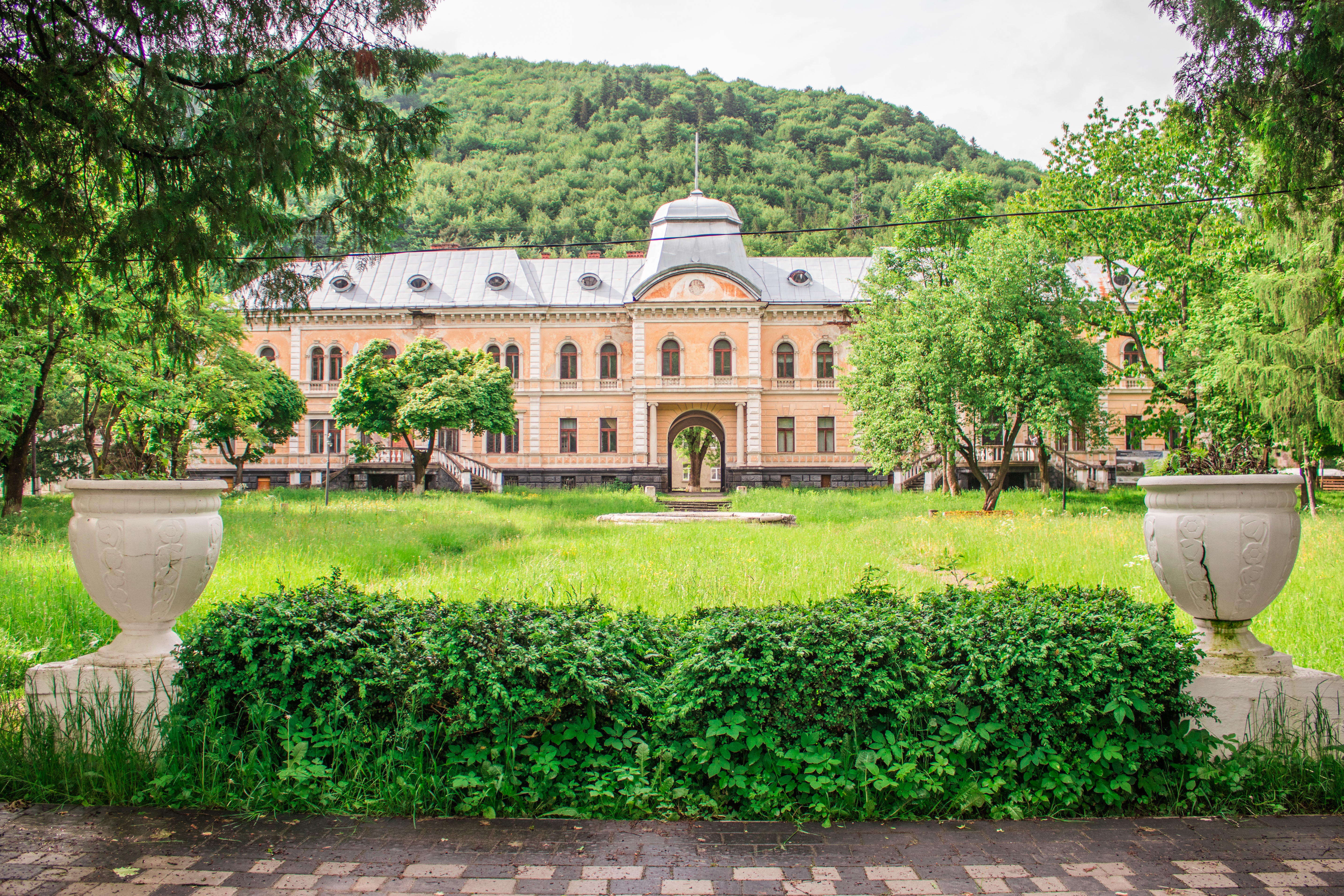
Парк та палац Гредлів, сучасний вигляд

Палац Гредлів, також палац Грьодлів — пам'ятка архітектури місцевого значення у місті Сколе, в історичному районі Демня. Збудований у стилі необароко. Має два поверхи.
Палац і парк у Сколе були закладені бароном Еугеніушем Кінскі в середині XIX століття після того, як він придбав сколівські землі у графа Потоцького.
Наприкінці XIX століття палац перебудували в стилі необароко єврейська родина братів баронів Гредлів, які контролювали місцеву промисловість. На деяких світлинах немає купола над центральною частиною будівлі, проте є два бічних — можливо, їх зруйновано в Першу світову війну.
Після війни Ріхард Гредель зайнявся відродженням і маєтку, і угідь. Палац він перекрив і значно розбудував. Попіклувався про винні підвали, про мисливський будиночок «Бесіда» біля них. Не шкодував барон грошей і на підгодівлю тварин. Гредель хотів бачити тутешні ліси повними дичини. 
У вересні 1937 року у маєтку гостював і полював онук цісаря Франца Йосифа І князь Віндіш-Грац (Windisch-Gratz). Після полювання аристократ гордо позував перед палацем з оленячим черепом з розкішними рогами. У жовтні 1938 року з оленячими головами вже позували граф Лімбург та барони Віктор Кьонігсвартер і Улльман.
Після окупації Сколе радянськими військами наприкінці вересня 1939 року в палаці розташовувався відділ НКВС, який повернувся сюди у серпні 1944 року і діяв до 1948 року.
Перед будівлею палацу розташований гарний фонтан. Досить добре збереглися ковані хвіртки та огорожі.

## Школа-інтернат
З 1956 палац використовується для школи-інтернату на 260 дітей.
Палац оточений парком, який налічував чимало екзотів.
Другий поверх палацу використовується як спальний, на першому — початкові класи і бібліотека, а також блок харчування.